# Bloc laboureur
Les blocs laboureurs sont des blocs de dimension variable que l'on trouve sur des sols soumis à une solifluxion active et dont les limites de liquidité et de plasticité sont basses. Ils sont caractéristiques des régions périglaciaires. Ces blocs sont soumis à un mouvement de fluage dans le sens de la pente (jusqu'à quelques centimètres par an, vitesse variable en fonction de la pente), plus rapide que le sol environnant. Un bourrelet de terre en aval et un sillon en amont témoignent de cette dynamique.

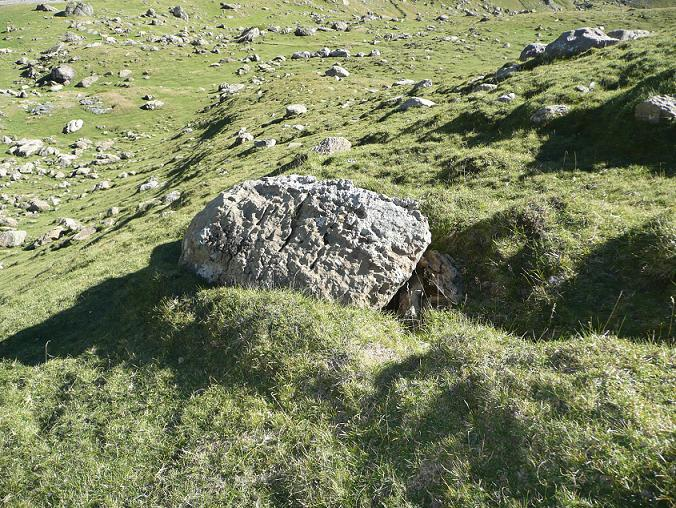
Un bloc laboureur dans la vallée de Pouey Aspé (Parc national des Pyrénées), à 1 900 m d'altitude

## Genèse
Selon une étude récente, le mouvement du bloc serait dû à une conductivité thermique différentielle entre le bloc lui-même et le sol qui l'entoure. Le plan de gel saisonnier descend plus vite au travers du bloc et cause la croissance de lentilles de glace à la base du bloc, tandis que le plan de dégel atteint la base du bloc alors que le sol est encore gelé. Le mouvement est initié au moment du dégel du sol sous le bloc.

## Régions concernées
Les blocs laboureurs sont présents dans les régions polaires et subpolaires, ainsi que dans les étages périglaciaires des massifs de moyennes et basses latitudes. Ils sont d'ailleurs considérés comme des marqueurs morphologiques de la limite altitudinale inférieure de ces étages périglaciaires, et sont régulièrement associés à d'autres modelés soliflués (terrassettes, guirlandes).